# مدافعان پیمان
مدافعان پیمان (به انگلیسی: Defenders of the Faith) عنوان نهمین آلبوم استودیویی گروه هوی متال برتانیایی جوداس پریست است که در چهارم ژانویه ۱۹۸۴ با همکاری شرکت نشر کلمبیا رکوردز منتشر شد. آلبوم در استودیویی در اسپانیا ضبط شد و در میان ماه‌های نوامبر تا سپتامبر ۱۹۸۳ در استودیوهایی در میامی آمریکا ضبط نهایی بر روی آن صورت گرفت. نسخه‌های ال‌پی و کاست مدافعان پیمان در همان چهارم ژانویه منتشر شدند اما در ژوئیه همان سال نسخه سی‌دی آلبوم نیز منتشر گشت. همچنین در سال ۲۰۰۱ نسخه‌ای از ضبط مجدد این آلبوم نیز منتشر شد که دو قطعه اهدایی را نیز در بر داشت.
بر روی پشت جلد این آلبوم این جملات نقش بسته است:
برخاسته از تاریکی، مکانی دوزخی که هیج رحم و مروتی ندارد و فریادها و خروش‌های انتقام همیشه طنین‌انداز می‌شود. تنها کسانی که به عهدشان وفا کرده‌اند می‌توانند از خشم و غضب متال‌ها رها شوند... ارباب تمام متال‌ها

## فهرست آهنگ‌ها
| شماره | نام آهنگ                 | آهنگساز(ها)                            | مدت  |
| ----- | ------------------------ | -------------------------------------- | ---- |
| ۱     | «سوزاندن زندگی آزاد»     | راب هالفرد، کی.کی. داونینگ، گلن تیپتون | ۴:۲۲ |
| ۲     | «فک شکن»                 | هالفرد، داونینگ، تیپتون                | ۳:۲۵ |
| ۳     | «سخت راک بزن آزاد بران»  | هالفرد، داونینگ، تیپتون                | ۵:۳۴ |
| ۴     | «دیده‌بان»                | هالفرد، داونینگ، تیپتون                | ۵:۰۴ |
| ۵     | «گزش‌های عشق»             | هالفرد، داونینگ، تیپتون                | ۴:۴۷ |
| ۶     | «زنده مرا بخور»          | ۴:۴۷                                   | ۳:۳۴ |
| ۷     | «بعضی سرها خواهند چرخید» | باب هالیگن جی‌آر.                       | ۴:۰۵ |
| ۸     | «شب پایان خواهد یافت»    | هالفرد، داونینگ، تیپتون                | ۳:۵۸ |
| ۹     | «وظیفه‌های سنگین»         | هالفرد، داونینگ، تیپتون                | ۲:۲۵ |
| ۱۰    | «مدافعان پیمان»          |                                        | ۱:۳۰ |

### قطعه‌های اهدایی نسخه ۲۰۰۱
| شماره | نام آهنگ                                                        | آهنگساز(ها)                            | مدت  |
| ----- | --------------------------------------------------------------- | -------------------------------------- | ---- |
| ۱     | «چراغت را روشن کن» (ضبط شده در ۱۹۸۵ همراه با آلبوم توربو        | راب هالفرد، کی.کی. داونینگ، گلن تیپتون | ۵:۲۳ |
| ۲     | «وظیفه‌های سنگین/مدافعان پیمان» (اجرای زنده ۱۹۸۴، لانگ بیچ آرنا) | هالفرد، داونینگ، تیپتون                | ۵:۲۶ |

## اعضای گروه
- راب هالفرد - خواننده
- کی.کی. داونینگ - گیتار
- گلن تیپتون - گیتار
- یان هیل - گیتار بیس
- دیو هالند - درامز